# Dictyonella hirta
Dictyonella hirta är en svampdjursart som först beskrevs av Topsent 1889.  Dictyonella hirta ingår i släktet Dictyonella och familjen Dictyonellidae.
Artens utbredningsområde är Yucatán (Mexiko). Inga underarter finns listade i Catalogue of Life.